# Prins Svart
Prins Svart är ett svenskt rockband bildat 2017 på initiativ av Henrik Bergqvist som tidigare spelat gitarr i The Poodles. Bandet spelar klassisk hårdrock med influenser från 1970 talet och med texter på svenska.

## Medlemmar
- Henrik Bergqvist - Gitarr (2017-)
- Sebastian Sippola - Trummor (2017-)
- Tomas Thorberg - Bas (2017-)
- Mats Levén - Sång (2020-)
- Stefan Berggren - Sång (2017-2020)

## Diskografi[1]
- Prins Svart (2018)
- Inte Här För Att Stanna (2019)
- Under Jord (2020)
- Sanning/Makt (2021)
- Till Vårt Försvar (2023)